# Brody Jenner
Sam Brody Jenner (Los Angeles, 21 agosto 1983) è un modello e personaggio televisivo statunitense.
Nato dalla relazione tra Bruce Jenner, medaglia d'oro di decathlon e l'ex moglie e attrice Linda Thompson, ha un fratello, Brandon, un fratellastro, Burton, e tre sorellastre, Casey, Kendall Jenner e Kylie Jenner, le ultime due dal matrimonio di Caitlyn con Kris Jenner.

## Carriera

### Televisione
Nel 2005 Brody ha partecipato come protagonista al reality televisivo di breve durata I principi di Malibu insieme al fratello Brandon e all'amico Spencer Pratt.
Dal 2007 al 2010 è stato uno dei personaggi della serie tv The Hills, innamorandosi prima di Lauren Conrad poi di Kristin Cavallari e infine fidanzandosi con Jayde Nicole.
Nel 2009 recitò nel proprio reality show Bromance, in cui un gruppo di ragazzi si sfidavano in una gara ad eliminazione per ottenere una parte nel suo entourage. 
Essendo fratellastro di Kylie Jenner e Kendall Jenner, è apparso nel reality show Al passo con i Kardashian.

### Moda
Brody ha posato per Guess abbigliamento, Agent Provocateur, Ocean Pacific e per la rivista CosmoGirl.

## Vita privata
Jenner ha avuto delle relazioni con Lauren Conrad e Kristin Cavallari, entrambe apparse nella serie The Hills, e l'attrice Hilary Duff. È stato anche il ragazzo della modella canadese nonché attrice in The Hills, Jayde Nicole. Dal 2010 al 2012 è stato sentimentalmente legato alla cantante canadese Avril Lavigne. Nel 2013 inizia una relazione con la blogger Kaitlynn Carter. Nel 2016 le fa la proposta di matrimonio, in Indonesia. Si sposano nel 2018; nel 2019 la coppia annuncia la separazione.
In gennaio 2023, la sua nuova compagna Tia Blanco ha annunciato di aspettare un figlio. Brody le ha fatto la proposta di matrimonio durante il baby shower in giugno.
Tia Blanco ha dato alla luce la loro figlia, Honey Raye Jenner, il 29 luglio 2023 nella loro casa a Malibu, in California.